# Santa Helena kommun, Paraná
Santa Helena är en kommun i Brasilien.   Den ligger i delstaten Paraná, i den södra delen av landet, 1 200 km sydväst om huvudstaden Brasília. Antalet invånare är 23 425.
Trakten runt Santa Helena består till största delen av jordbruksmark. Runt Santa Helena är det ganska glesbefolkat, med 50 invånare per kvadratkilometer.